# هیرویوکی سوگیموتو
هیرویوکی سوگیموتو (انگلیسی: Hiroyuki Sugimoto؛ زادهٔ ۶ اکتبر ۱۹۸۶) بازیکن فوتبال اهل ژاپن است.